# Ordine di San Nicola
L'Ordine di San Nicola è un'onorificenza della Georgia.

## Storia
L'Ordine è stato fondato il 31 luglio 2009.

## Assegnazione
L'Ordine è assegnato ai cittadini per premiare attività di beneficenza.